# یامبیو

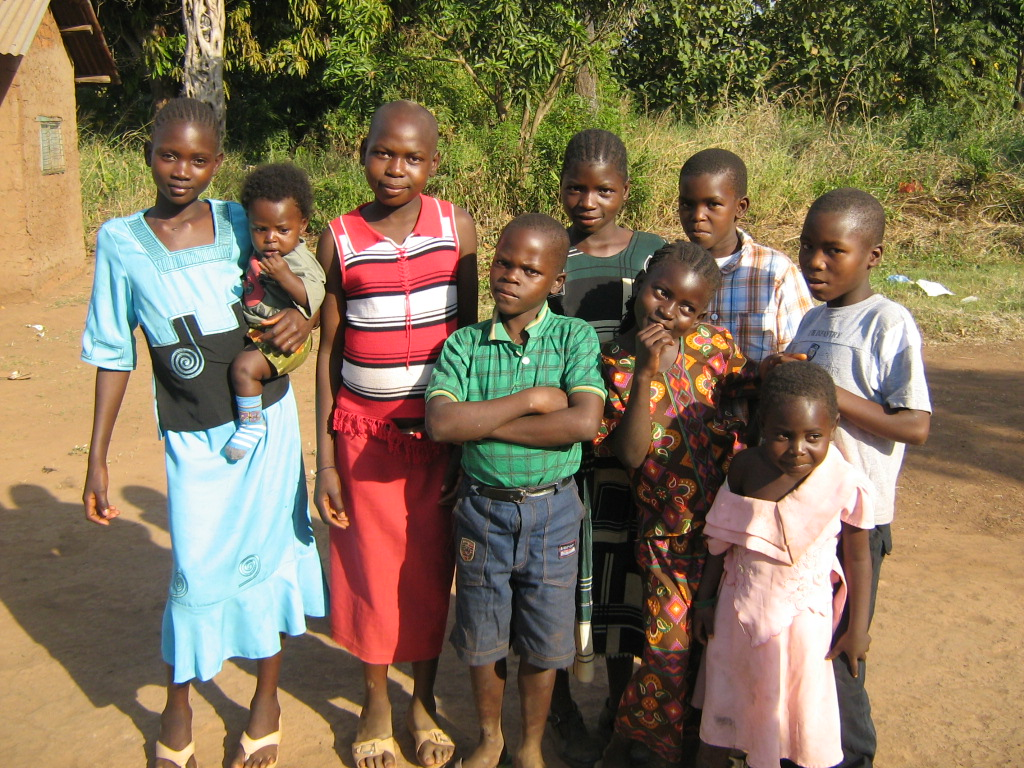
جمعی از مردم یامبیو

یامبیو (به لاتین: Yambio) شهری در شهرستان یامبیو در سودان جنوبی است. یامبیو ۳۱٬۶۸۵ نفر جمعیت دارد و ۶۵۰ متر بالاتر از سطح دریا واقع شده‌است. این شهر در نزدیکی مرز این کشور با جمهوری دموکراتیک کنگو واقع شده است. یامبیو از راه جاده حدود ۴۴۴ کیلومتر با جوبا، پایتخت و بزرگترین شهر سودان جنوبی، فاصله دارد.